# Vagner Mancini
Vagner Carmo Mancini (* 24. Oktober 1966 in Ribeirão Preto) ist ein brasilianischer Fußballtrainer und ehemaliger -spieler. Er trat als defensiver Mittelfeldspieler an.

## Karriere

### Als Spieler
Mancini begann seine fußballerische Laufbahn 1988 beim Guarani FC. Bei dem Klub aus Campinas trat er in der obersten Spielklasse Brasiliens an. Zwischenzeitlich wurde der SC Corinthians auf ihn aufmerksam. Aufgrund eines Armsbruches kam ein Wechsel nicht zustande. Für Guarani spielte er bis 1989. In der Série A 1989 als Zwanzigster in die Segunda Divisão 1990 absteigen. Durch einen Wechsel zur Associação Portuguesa de Desportos konnte Mancini aber weiterhin in der Série A antreten. Hier blieb er bis Saisonende 1991. Dann ging er zum Vizemeister der Série A 1991, CA Bragantino.
Über seinen Verbleib in der Spielzeit 1993 ist nichts bekannt. 1994 trat Mancini für den unterklassigen Botafogo FC an. Im Folgejahr ging er zum Grêmio FBPA. Hier konnte er in der Série A 1995 antreten. Im August unterlag sein Klub dem SC Corinthians im Finalrückspiel des Copa do Brasil 1995. Noch im selben Monat konnte er mit dem Klub die Copa Libertadores 1995 gewinnen. Zur Saison 1996 wagte Mancini den Sprung ins Ausland. Er nahm ein Angebot aus Japan vom Honda FC an. Mit dem Klub trat er in der zweiten Liga Japans an. In der Japan Football League 1996 erreichte der Klub die Meisterschaft und ihm gelangen im Zuge dessen drei Tore. 1997 kehrte er in seine Heimat zurück und schloss sich dem São José EC an. Nach der Austragung der Spiele um die Staatsmeisterschaft ging er zum Coritiba FC, um mit diesem in der Série A 1997 anzutreten. Bis zum Ende seiner aktiven Karriere 2004 war er danach meist für zwei, drei unterklassige Klubs im Jahr aktiv.

### Als Trainer
2004 begann Mancini seine Trainerlaufbahn beim Paulista FC, welcher seine letzte Station als Profi gewesen war. In der Série B 2004 verpasste der Klub den Einzug nur aufgrund des schlechteren Torverhältnisses im Vergleich zum Santa Cruz FC. Am Ende im November 2015 der Folgemeisterschaft wurde der Klub nur 15., konnte aber die Spielklasse halten. Im Juni hatte Mancini die Mannschaft bereits zum größten Erfolg in der Klubgeschichte geführt. Im Copa do Brasil 2005 konnte der Fluminense FC mit 2:0 und 0:0 bezwungen werden. Mit dem Erfolg qualifizierte sich Paulista erstmals für die Teilnahme einem internationalen Wettbewerbs, der Copa Libertadores. In der Copa Libertadores 2006 kam der Klub nicht über die Gruppenphase hinaus. Er erreichte in den sechs Spielen einen Sieg, drei Unentschieden und zwei Niederlagen. Nach Austragung der Staatsmeisterschaft 2007 im April verließ er Paulista.
Der Trainer nahm ein Angebot aus den Vereinigten Arabischen Emiraten vom al-Nasr SC an. Der Kontrakt hatte zunächst eine Laufzeit über zwei Monate. Nachdem er die Mannschaft in den ersten zwei Spielen zu Erfolgen führen konnte, erhielt er eine Vertragsverlängerung bis zum Ende der Saison 2007/08.
Für die Saison 2008 wurde er vom Grêmio FBPA verpflichtet, für welchen er bereits als Spieler aktiv war. Nach nur sechs offiziellen Spielen wurde ihm gekündigt. Er hatte zwar eine positive Bilanz mit vier Siegen und zwei Unentschieden vorzuweisen, scheiterte aber an Meinungsverschieden mit dem Vorstand. Sechs Wochen später wurde Mancini Trainer beim EC Vitória. Im April konnte er mit der Mannschaft den Sieg in der Staatsmeisterschaft von Bahia 2008 feiern. In der Série A 2008 führte er Vitória auf den zehnten Platz.
Kurz nach Beginn der Staatsmeisterschaften 2009 wechselte Mancini im Februar zum FC Santos. Während der elf Monate, die er bei Vitória verbrachte, führte er die Mannschaft in 54 Spielen an und erzielte eine Erfolgsquote von 52 % mit 25 Siegen, neun Unentschieden und 20  Niederlagen. In der Staatsmeisterschaft von São Paulo führte er Santos zur Vizemeisterschaft. Nachblickend kann angemerkt werden, dass Brasiliens Rekordnationalspieler Neymar unter Mancini sein Profidebüt gab. Im Spiel gegen den Oeste FC in der Staatsmeisterschaft am 7. März 2009 wurde dieser in der 59. Minute für Mauricio Molina eingewechselt. In der Série A 2009 war er dann mit dem Team weniger erfolgreich. Nach einer 2:6-Niederlage gegen seinen alten Klub Vitória am 10. Spieltag erhielt er im Juli seine Demission. Einen Monat später wurde Mancini dann erneut Trainer bei Vitória.
Im Dezember 2009 gab der CR Vasco da Gama bekannt, Mancini für 2010 als Trainer verpflichtet zu haben. Der Kontrakt erhielt eine Laufzeit bis Dezember 2010. Nachdem zum Ende der Staatsmeisterschaft von Rio de Janeiro die Leistungen nachließen, wurde ihm vorzeitig gekündigt. Zu dem Zeitpunkt standen zehn Siege, vier Unentschieden und vier Niederlagen zu Buche. Zur Austragung der nationalen Meisterschaft nahm ihn der Guarani FC unter Vertrag. Dieser hatte in der Série B 2009 die Vizemeisterschaft errungen und die damit verbundene Startberechtigung für die Série A 2010. Mit dem Aufsteiger konnte er nur den 18. Platz erreichen, woraufhin Guarani direkt wieder absteigen und Mancini den Klub verlassen musste.
Im April 2011 erhielt er eine neue Anstellung beim Ceará SC. Nach anfänglich guten Ergebnissen im Copa do Brasil 2011, dem Sieg über den CR Flamengo im Viertelfinale und der Série A 2011 wurde ihm im September nach dem 23. Spieltag gekündigt. Der Klub lag zu dem Zeitpunkt auf dem 15. Platz, zwei Plätze vor einem Abstiegsrang. Noch im selben Monat verpflichtete ihn der Ligakonkurrent von Ceará, der Cruzeiro EC, Mancini unterschrieb bis zum Ende der Meisterschaft. Der Klub lag nach dem 26. Spieltag auf dem 16. Platz. Mit einem 6:1-Sieg über den Lokalrivalen Atlético Mineiro am letzten Spieltag konnte ein Abstieg Cruzeiros vermieden werden. Ceará hingegen landete auf dem 18. Platz und stieg in die Série B ab. Mancini erhielt nach der Rettung eine Vertragsverlängerung bis Jahresende 2012. In der Gruppenphase der Staatsmeisterschaft von Minas Gerais 2012 führte Mancini die Mannschaft auf den zweiten Platz. Im nachfolgenden Viertelfinale unterlag man América Mineiro mit 2:3 und 1:2. Nachdem auch kurz danach im Achtelfinale des Copa do Brasil 2012 das Ausscheiden gegen Athletico Paranaense (0:1, 1:2) erfolgte, trat der Trainer im Mai von seinem Amt zurück.
Nur fünf Tage nach seinem Rücktritt unterzeichnete Mancini bei Sport Recife. Dieser hatte seine Trainer nach der Niederlage im Finale der Staatsmeisterschaft von Pernambuco 2012 entlassen. Mancini sollte das Team in der Série A 2012 betreuen. Er konnte sich in der Meisterschaft bis zum 16. Spieltag am 11. August halten. Nach einer 0:1-Niederlage gegen den Figueirense FC lag Sport auf dem 16. Platz. Dieses war für den Klub das siebte sieglose Spiel in Folge. Er bot daraufhin seinen Rücktritt an, welcher angenommen wurde.
Am 1. Februar 2013 wurde er als neuer Trainer von Náutico Capibaribe vorgestellt, musste den Klub aber noch im Zuge der Austragung der Staatsmeisterschaft im April wieder verlassen. Im Juli des Jahres erhielt Mancini einen Vertrag bei Athletico Paranaense bis Jahresende. In der Série A 2011 hatte Athletico nur den 17. Platz belegt und absteigen müssen. In der Série B 2012 erreichte mit dem dritten Platz den direkten Wiederaufstieg und trat in der Série A 2013 an. Hier hatte der Klub nach dem sechsten Spieltag, mit dem 17. auf einem Abstiegsplatz liegend, seinen Trainer entlassen. Ihm gelang es, die Mannschaft ins Finale des Copa do Brasil 2013 zu führen. In den Spielen unterlag man dem CR Flamengo mit 1:1 und 0:2. In der Meisterschaft erreichte der Klub den dritten Platz und damit die Qualifikation für die Copa Libertadores 2014. Trotz der guten Ergebnisse wurde sein Vertrag nicht verlängert.
Im April 2014 erhielt Mancini beim Botafogo FR ein neues Engagement. Der Klub hatte in der Saison finanzielle Probleme und musste wichtige Spieler abgeben. Botafogo erreichte daraufhin nur den 19. Platz in der Série A 2014. Der Klub musste absteigen und er verließ diesen. Im Juni 2015 wurde Mancini von Vitória zum dritten Mal verpflichtet. Er sollte den Klub in der Série B 2015 zum Wiederaufstieg führen. Es wurde der dritte Platz und das Ziel erreicht. In der Staatsmeisterschaft 2016 konnte Mancini den Klub zum Titel führen. In der Série A 2016 lag Vitória im September nach dem 24. Spieltag auf dem 18. Platz, woraufhin Mancini gehen musste.
Am 9. Dezember 2016 wurde Mancini als Trainer von Chapecoense bekannt gegeben. Der Trainer hatte die Aufgabe, das Team nach dem Unglück des LaMia-Flug 2933 wieder aufzubauen. Chapecoense war aufgrund des Unglücks der Sieg in der Copa Sudamericana 2016 zugesprochen worden und trat im April 2017 in der Recopa Sudamericana 2017 gegen Atlético Nacional an. Nach dem 2:1-Sieg im Hinspiel, unterlag man im Rückspiel mit 1:4. Im Mai gelang der Gewinn der Staatsmeisterschaft von Santa Catarina 2017. Am 4. Juli wurde Mancini wieder entlassen. Der Vorstand war mit den Ergebnissen in der Série A 2017 unzufrieden. Hier lag der Klub nach dem elften Spieltag auf dem 15. Platz. Ende des Monats nahm er das Angebot an, Vitória zum vierten Mal zu betreuen. Hier war Alexandre Gallo nach dem 15. Spieltag auf dem 19. Platz entlassen worden. In der Série A belegte der Klub den 16. Platz und stieg nur aufgrund der besseren Tordifferenz gegenüber dem Coritiba FC nicht ab. Dieses Mal verblieb Mancini länger bei dem Klub aus Salvador. Erst nach dem 16. Spieltag der Série A 2018 am 29. Juli musste er seinen Hut nehmen.
Am 2. Januar 2019 wurde Mancini als neuer technischer Koordinator des FC São Paulo bekannt gegeben. Nachdem der Trainer André Jardine im Februar entlassen worden war, übernahm er die Mannschaft bis zum Eintreffen von Alexi Stival interimsweise bis zum April. Stival wurde im September wieder entlassen. Mancini sollte die Mannschaft wieder interimistisch übernehmen. Nachdem Neutrainer Fernando Diniz aber kurzfristig bereitstand, verließ Mancini den Klub, um diesem nicht im Wege zu stehen. Im Oktober wurde er dann Trainer bei Atlético Mineiro. Der Vertrag wurde auf drei Monate bis zum Ende der Meisterschaft befristet. Er ersetzte Rodrigo Santana, welcher nach dem 25. Spieltag der Série A 2019 entlassen worden war.
2020 war er von Juni bis Oktober Trainer von Atlético Goianiense in der Série A 2020. Den Klub verließ er aufgrund eines Angebotes des Ligakonkurrenten SC Corinthians. Er führte die Mannschaft in der Meisterschaft auf den elften Platz. Nach der Niederlage gegen den SC Palmeiras im Halbfinale der Staatsmeisterschaft 2021 wurde sein Kontrakt vorzeitig gekündigt. In der Folge wurde er am 19. Juni von América Mineiro als neuer Trainer veröffentlicht. Im Oktober verließ er den Klub, um sich zum zweiten Mal dem Grêmio FBPA anzuschließen und diesen vor einem Abstieg zu retten. Die Mission gelang nicht. Grêmio wurde 17. Der Série A 2021 und fand sich für das nächste Jahr in der Série B 2022 wieder. Nach einem schwachen Start in der Staatsmeisterschaft, erhielt Mancini im Februar 2022 seine Kündigung.
Am 12. April 2022 kehrte er an seinen Arbeitsplatz bei América Mineiro zurück. Die Mannschaft aus Belo Horizonte führte er im Copa do Brasil 2022 bis ins Viertelfinale (0:1 und 2:2 gegen den FC São Paulo), in der Série A 2022 auf den zehnten Platz. In der Copa Libertadores 2022 kam man nicht über die Gruppenphase hinaus. In der Staatsmeisterschaft 2023 und den Start in die Série A 2023 betreute Mancini den Klub weiterhin. Als der Klub im Juni nach dem 18. Spieltag der Meisterschaft auf dem 20. Platz lag, musste er América verlassen.
Im August 2023 Ceará SC wurde Mancini zum zweiten Mal Trainer des Ceará SC. Der Klub hatte sich von Guto Ferreira nach dem 25. Spieltag Série B 2023 getrennt. Der Klub lag zu dem Zeitpunkt auf dem elften Platz. Dieselbe erreichte Mancini am Saisonende mit Ceará. Zum Saisonstart 2024 konnte die Staatsmeisterschaft von Ceará gewonnen werden. Im Juni, nach dem zwölften Spieltag der Série B 2024, erhielt er aufgrund schlechter Ergebnisse seine Demission. Einige Tage später fand er sich in der Série A 2024 wieder. Mancini hatte zum zweiten Mal bei Atlético Goianiense unterzeichnet. Ihm wurde hier nach vier Wochen wieder gekündigt. In sieben Spielen konnte er keinen Sieg verzeichnen und der Klub lag auf dem letzten Platz. Mancini kehrte in die Série B zurück, wo er Trainer des Goiás EC wurde. Der Absteiger aus der Série A 2023 holte ihn, um an dem direkten Wiederaufstieg zu arbeiten. Dieser wurde nicht erreicht und Mancini teilte nach Abschluss der Meisterschaft mit, die Mannschaft 2025 nicht mehr betreuen zu wollen.

## Erfolge

### Als Spieler
Grêmio
- Staatsmeisterschaft von Rio Grande do Sul: 1995
- Copa Libertadores: 1995

Honda FC
- Meister zweite Liga Japan: 1996

Paulista
- Staatsmeisterschaft von São Paulo Série A2: 2001
- Série C: 2001

Ceará
- Staatsmeisterschaft von Ceará: 2002

Figueirense
- Staatsmeisterschaft von Santa Catarina: 2003

### Als Trainer
Paulista
- Copa do Brasil: 2005

Vitória
- Staatsmeisterschaft von Bahia: 2008, 2016

Ceará
- Staatsmeisterschaft von Ceará: 2011, 2024

Chapecoense
- Staatsmeisterschaft von Santa Catarina: 2017

### Auszeichnungen
- Staatsmeisterschaft von Bahia Bester Trainer: 2016[49]
- Staatsmeisterschaft von Santa Catarina Bester Trainer: 2017[50]

## Trivia
Mancini ist der Sohn des Fußballspielers Vastinho. Sein Sohn Matheus Mancini tritt als Innenverteidiger an.